# Пфунд, Ромели
Ромели Пфунд (нем. Romely Pfund; род. 21 октября 1955, Дрезден) — немецкая женщина-дирижёр.

## Биография
Окончила Дрезденскую высшую школу музыки (1979), занималась также в дирижёрском семинаре в Лейпциге под руководством Курта Мазура, в 1986 году училась в летней музыкальной школе в Тэнглвуде у Леонарда Бернстайна, Сейдзи Одзавы и Геннадия Рождественского.
В 1979—1984 годах работала в Театре Альтмарка в Штендале, в 1984—1987 годах в Анхальтском театре в Дессау. В 1987—1996 годах генеральмузикдиректор Нойштрелица, главный дирижёр Нойбранденбургского филармонического оркестра. В 1998—2009 годах возглавляла Бергский симфонический оркестр, завершила работу по объединению коллектива (созданного в 1995 году из двух оркестров соседних городов Ремшайда и Золингена. В 2002 году была удостоена премии Немецкого союза музыкальных издателей за лучшую концертную программу сезона 2001/2002. С 2009 года музыкальный руководитель Земельного театра Нойштрелица, с 2013 года преподаёт в Любекской высшей школе музыки.
В 1991—1993 годах с Нойбранденбургским филармоническим оркестром записала двойной альбом «Придворная музыка в Мекленбурге» (нем. Hofmusik in Mecklenburg). В 2003 году с Бергским симфоническим оркестром выпустила альбом с произведениями Витезслава Новака.